# 斯特朗霍德 (加利福尼亞州)
斯特朗霍德（英語：Stronghold）是位於美國加利福尼亞州莫多克縣的一個非建制地區。該地的面積和人口皆未知。

## 地理
斯特朗霍德的座標為41°54′20″N 121°24′35″W / 41.90556°N 121.40972°W，而該地的平均海拔高度為1230米（即4035英尺）。